# Paracremonium binnewijzendii
Paracremonium binnewijzendii is een schimmelsoort die in 2015 door Pim van der Kley en Daan Binnewijzend is geïsoleerd uit de bodem van een beekje in het Bos van Bosman in Leiden. De wetenschappelijke naam is in 2017 gepubliceerd in het mycologische tijdschrift Persoonia.

## Fylogenie
Het geslacht Paracremonium is in 2015 beschreven en bestaat uit vier soorten, namelijk P. binnewijzendii, Paracremonium contagium, Paracremonium inflatum en Paracremonium pembeum. Uit fylogenetisch evolutionair onderzoek blijkt dat Paracremonium binnewijzendii het verst van de andere Paracremonium-soorten af staat.

## Groei
Hoewel deze soort kan groeien op PDA voedingsbodems geïncubeerd bij 37 °C, groeit hij optimaal tussen de 25 °C en de 30 °C.

## Microscopische kenmerken
P. binnewijzendii  produceert geen chlamydosporen, in tegenstelling tot bijvoorbeeld P. pembeum. De soort kan morfologisch worden onderscheiden van de andere soorten binnen het geslacht op basis van conidiumgrootte: de conidiën van P. binnewijzendii zijn doorgaans groter dan 7 µm, terwijl ze van de andere soorten kleiner dan 7 µm zijn.

## Macroscopische kenmerken
De morfologische kenmerken van P. binnewijzendii, zoals koloniekleur, kunnen verschillen per wijze van incubatie  en groeimedium. Op PDA voedingsbodems vormt P. binnewijzendii na 7 dagen incubatie bij 25°C kolonies tussen de 16 en 23 mm. Ook is er een overvloedige mate van conidium-vorming te zien en is in het midden van de plaat witkleurig luchtmycelium aanwezig. De kolonie is in het midden oranjebruin en aan de buitenkant licht vaag oranjebruin.